# Субботина, Марфа Михайловна
Марфа Михайловна Субботина (род. 1907, Петелино, Волоколамский уезд, Московская губерния, Российская империя — ?) — выдающийся работник сельского хозяйства СССР, первый кавалер ордена Ленина в Волоколамском районе Московской области.

## Биография
Марфа Михайловна родилась в крестьянской семье. Сумела окончить только один класс, после чего оставила школу, — Марфа была старшей из шестерых детей и была вынуждена помогать родителям по думу и по уходу за младшими братьями и сёстрами. В подростковом возрасте нанялась «батрачкой» в проживавшую в селе Возмище купеческую семью. В 1924 году умирает отец Марфы; девушка была вынуждена возвратиться в родную деревню, — надо было помогать овдовевшей матери по хозяйству.
В 1926 году Марфа Михайловна вышла замуж за односельчанина Иван Дмитриевича Субботина, работавшего на железной дороге.
В конце 1929 года в Петелине был создан колхоз «Красный маяк», в числе 10 первых вошедших в хозяйство семей были и Субботины. Первоначально предполагалось, что колхоз будет специализироваться на выращивании льна и молочном скотоводстве, однако уже в 1930 году было решено создать в хозяйстве небольшую свиноводческую ферму. Ферма была укомплектована высокопродуктивными породистыми свиньями. Уход за животными осуществляли три женщины: Мария Андреева, Ольга Воробьева и ставшая заведующей фермой Марфа Субботина.
Женщины трудились старательно: регулярно мыли свиней, поддерживали чистоту и порядок в помещении. От каждой свиноматки выхаживалось по 22-23 поросёнка. Ферма стала известной за пределами деревни, в Петелино стали регулярно приезжать свиноводы из других хозяйств с целью ознакомления с условиями содержания свиней. Субботину приглашали на районные отраслевые совещания и в другие хозяйства рассказать о своём опыте удачного хозяйствования. Будучи отзывчивым и доброжелательным человеком, Марфа Михайловна с энтузиазмом рассказывала о своих методах и приёмах, лично демонстрировала их на практике.
В 1935 году за стопроцентное сохранение молодняка и за хороший приплод от каждой свиноматки М. М. Субботина была награждена орденом Ленина.
В 1936 года Марфа Михайловна была избрана депутатом чрезвычайного IV съезда Советов Московской области. В том же году Субботина присутствовала на Всесоюзном совещании передовиков животноводства с руководителями партии и правительства в Кремле.
В 1939 году Петелинская свиноферма была представлена на Всесоюзной сельскохозяйственной выставке. Субботиной была присуждена серебряная медаль ВСХВ с занесением в Книгу почёта.
В начале ноября 1941 года Марфе Михайловне ввиду приближения фронта к Волоколамскому району было предложено с тремя сыновьями (младшему из которых не было ещё и года) эвакуироваться в глубокий тыл, однако она отказалась и провела два месяца немецкой оккупации в родных краях.
В 1942 году, после освобождения Волоколамского района, Марфа Михайловна ставит цель быстро возродить свиноферму «Красного маяка». Для этого требовалось завести поросят из других мест, так как всё петелинское поголовье было уничтожено. За поросятами Субботина обратилась в свиносовхоз «Никоновское» Бронницкого района Московской области. Никоновцы смогли выделить петелинцам только 20 голов, которых Марфа Михайловна лично сопровождала во время перевозки. Весной 1942 года свиноферма была восстановлена, уже к концу того же года животноводы «Красного маяка» сдали первые центнеры свинины и смогли приступить к поставке поросят соседним колхозам.
В 1944-47 годах М. М. Субботина — инструктор-животновод при колхозах Нелидовского сельсовета.
В 1947 году вернулась в родной «Красный маяк», где проработала ещё пять лет.
В 1949 году Марфа Михайловна перенесла сложную хирургическую операцию, после которой врачи посоветовали ей сменить работу. Субботина была переведена в заведующие птицефермой «Красного маяка». На новом месте работы Субботина вновь добилась значительных успехов, значительно увеличив поголовье и продуктивность птицы. В 1950-52 годах на птицеферме содержалось 8 — 10 тысяч кур.
В 1952 году после второй сложной хирургической операции Марфа Михайловна Субботина была вынуждена уйти на пенсию по инвалидности.